# Marlene van Gansewinkel
Marlene van Gansewinkel, née le 11 mars 1995 à Tilbourg, est une athlète handisport néerlandaise, concourant en sprint et saut en longueur dans la catégorie pour les athlètes ayant des problèmes au niveau inférieur des jambes
Lors des Jeux paralympiques d'été de 2020, elle réussit le doublé 100 m/200 m T64 et remporte également le bronze sur le saut en longueur T64.

## Jeunesse
Marlene van Gansewinkel est née avec la jambe gauche amputée au niveau du genou et sans avant-bras gauche.

## Carrière
Elle commence sa carrière dans la catégorie T44 où elle remporte le bronze sur le saut en longueur lors des Mondiaux 2015, après avoir terminé 4e du 100 m/200 m et du saut en longueur T44 lors des Europe l'année précédente.
En 2016, elle représente les Pays-Bas aux Jeux paralympiques d'été de 2016 où elle monte sur la troisième marche du podium du saut en longueur T44 avec un saut à 5,57 m derrière la Française Marie-Amélie Le Fur (5,83 m) et la Britannique Stefanie Reid (5,64 m).
En 2018, le Comité international paralympique met à jour ses classifications handisport et créé la catégorie T64 pour les athlètes ayant une amputation sous le genou d'une seule jambe. Dans cette nouvelle catégorie, elle remporte l'or sur le 100 m T64 aux Europe 2018 en battant le record du monde en 12 s 85.
L'année suivante, Marlene van Gansewinkel est médaillée d'argent du 100 m  et du saut en longueur T64 aux championnats du monde.
En 2021, elle est médaillée d'or sur le 200 m T64 aux Europe à Bydgoszcz battant sa compatriote Kimberly Alkemade et médaillée d'argent sur le saut en longueur T64 et le 100 m T64 derrière sa compatriote Fleur Jong. Lors des Jeux paralympiques d'été de 2020, elle réalise le doublé sur le 100 m/200 m T64 et rafle également le bronze sur le saut en longueur,.

## Palmarès
| Date | Compétition           | Lieu           | Place | Concours/ Course | Marque/ Temps |
| ---- | --------------------- | -------------- | ----- | ---------------- | ------------- |
| 2013 | Championnats du monde | Lyon           | 7e    | 100 m T44        | 14 s 32       |
| 2014 | Championnats d'Europe | Swansea        | 4e    | 100 m T44        | 14 s 11       |
| 2014 | Championnats d'Europe | Swansea        | 4e    | 400 m T44        | 1 min 14 s 63 |
| 2014 | Championnats d'Europe | Swansea        | 5e    | longueur T44     | 4,21 m        |
| 2015 | Championnats du monde | Doha           | 2e    | longueur T44     | 5,27 m        |
| 2015 | Championnats du monde | Doha           | 4e    | 100 m T44        | 13 s 49       |
| 2016 | Jeux paralympiques    | Rio de Janeiro | 3e    | longueur T44     | 5,57 m        |
| 2016 | Jeux paralympiques    | Rio de Janeiro | 7e    | 100 m T44        | 13 s 64       |
| 2017 | Championnats du monde | Londres        | 2e    | longueur T44     | 5,29 m        |
| 2017 | Championnats du monde | Londres        | 7e    | 100 m T44        | 13 s 65       |
| 2018 | Championnats d'Europe | Berlin         | 1re   | 100 m T64        | 12 s 85       |
| 2018 | Championnats d'Europe | Berlin         | 1re   | 200 m T64        | 26 s 12       |
| 2018 | Championnats d'Europe | Berlin         | 2e    | longueur T64     | 5,61 m        |
| 2019 | Championnats du monde | Dubaï          | 2e    | longueur T64     | 5,28 m        |
| 2019 | Championnats du monde | Dubaï          | 2e    | 100 m T64        | 12 s 96       |
| 2021 | Championnats d'Europe | Bydgoszcz      | 2e    | 100 m T64        | 12 s 80       |
| 2021 | Championnats d'Europe | Bydgoszcz      | 2e    | longueur T64     | 5,82 m        |
| 2021 | Championnats d'Europe | Bydgoszcz      | 1re   | 200 m T64        | 26 s 79       |
| 2021 | Jeux paralympiques    | Tokyo          | 1re   | 100 m T64        | 12 s 78       |
| 2021 | Jeux paralympiques    | Tokyo          | 1re   | 200 m T64        | 26 s 22       |
| 2021 | Jeux paralympiques    | Tokyo          | 3e    | longueur T64     | 5,78 m        |